# Karrösten
Karrösten é um município da Áustria, situado no distrito de Imst, no estado do Tirol. Tem 7,9 km² de área e sua população em 2019 foi estimada em 683 habitantes.